# Симо Крунић
Симо Крунић (Сарајево, 13. јануар 1967) је бивши српски фудбалер, а садашњи фудбалски тренер.

## Играчка каријера
Крунић је играо за Сарајево и Жељезничар, а због рата је 1992. дошао у Србију и заиграо за ОФК Београд. После две сезоне у клубу, 1994. године прелази у шпанског друголигаша Атлетико Марбељу, где му је тренер био Драгослав Шекуларац. После Марбеље је отишао у Јужну Кореју, где је играо за Поханг Атомс са којим је освојио куп Јужне Кореје 1996. године. Затим се вратио у Југославију и наступао за београдски Чукарички Станком, а 1997. године је отишао у Грчку где је наступао за Ларису, ИЛТЕКС Калохори и Панетоликос.

## Тренерска каријера
Тренерску каријеру је започео у омладинској школи ОФК Београда, где је био и помоћни тренер. Самосталну тренерску каријеру је почео у Његошу из Ловћенца. Био је и помоћник селектору младе репрезентације СЦГ Драгомиру Окуки на Европском првенству за младе 2006. у Португалу. Такође је био помоћник селектору сениорске репрезентације Србије Хавијеру Клементеу у квалификацијама за ЕП 2008.
У сезони 2006/07. је водио БАСК у Првој лиги Србије. У јануару 2008. године је преузео сарајевски Жељезничар, са којим је на крају сезоне 2007/08. завршио на деветом месту првенства БиХ. У јесењем делу сезоне 2008/09. Жељо је под Крунићевом тренерском палицом заузео осмо место са 14 бодова мање од јесењег првака Зрињског и десет више од, у то време, последњепласираног Вележа. Напустио је клуб у децембру 2008.
У априлу 2009. је преузео ОФК Београд.  Успео је да на крају сезоне 2008/09. обезбеди опстанак екипи ОФК Београда, након што је у последњој и одлучујућој утакмици савладао Банат (2:1) на Омладинском стадиону. У фебруару 2010. је преузео Чукарички који се у том моменту налазио на последњем месту Суперлиге. Као и са ОФК Београдом, Крунић је и са екипом Чукаричког успео да обезбеди опстанак. Клуб је тада био у лошој финансијској ситуацији па је Крунић у августу 2010. поднео оставку на место тренера.
У априлу 2011. је преузео Инђију, али са овим клубом није успео да сачува суперлигашки статус.
У јуну 2011. Крунић је преузео екипу Јагодине. Водио је овај клуб у наредне две сезоне. Фудбалери Јагодине под Крунићевим вођством остварили су највеће успехе у историји клуба. Освојили су трофеј Купа Србије 2013. године, и играли квалификације за Лигу Европе. Након одласка из Јагодине, током 2013. године је водио кинески Далијен. У септембру 2014. је по други пут у каријери преузео Јагодину. Са Јагодином је у сезони 2014/15. освојио 10. место у Суперлиги, а на крају сезоне му је истекао уговор па је напустио клуб.
У марту 2017. постављен је за тренера Радника из Сурдулице. Успео је да обезбеди Раднику опстанак у Суперлиги, па је у јуну 2017. продужио сарадњу са клубом на још једну годину. У сезони 2017/18. са Радником је освојио девето место у Суперлиги, док је у Купу клуб из Сурдулице елиминисан у шеснаестини финала.
Крајем маја 2018. је преузео Чукарички, по други пут у својој каријери. Крунић је са екипом Чукаричког у сезони 2018/19. освојио четврто место у Суперлиги Србије па је тако клуб изборио пласман у квалификације за Лигу Европе, први пут после три године. На крају сезоне му је истекао уговор па је напустио клуб.
Крунић је 4. јула 2019. постављен за тренера Радничког из Ниша. Са екипом Радничког је елиминисан од естонске Флоре већ у 1. колу квалификација за Лигу Европе. Водио је тим на првих пет утакмица у Суперлиги Србије (три победе уз по један реми и пораз), након чега је смењен са места тренера 19. августа 2019.
Крајем октобра 2019. поново преузима Радник из Сурдулице. Био је тренер Радника до августа 2020. године, када је споразумно раскинут уговор. У октобру 2022. је по трећи пут постављен за тренера Радника из Сурдулице.

## Трофеји
као играч:
- Поханг Атомс
  - Куп Јужне Кореје: 1996.

као тренер:
- Јагодина
  - Куп Србије: 2013